# Sensibilité transverse
Pour un inclinomètre ou un accéléromètre, la sensibilité transverse quantifie le défaut d'alignement de l'axe de mesure réel par rapport à l'axe de mesure théorique.
Si on incline l'inclinomètre perpendiculairement à son axe de mesure "naturel" on mesure l'influence de la sensibilité transverse sur la mesure d'angle.